# Bunuri mobile din domeniul istorie clasate în patrimoniul cultural național al României aflate în județul Suceava
Acestă listă conține bunurile mobile din domeniul istorie clasate în Patrimoniul cultural național al României aflate la momentul clasării în județul Suceava.

## Fond
| Foto | Informații generale                                                                            | Detalii tehnice | Descriere | Deținător                          | Legături |
| ---- | ---------------------------------------------------------------------------------------------- | --- | --- | ---------------------------------- | -------- |
|      | Biserica Hacicadar Autor: necunoscut                                                           | Școală: necunoscut Dimensiuni: L: 30,7 cm; La: 26 cm Material: clișeu pe sticlă; sticlă; emulsie fotografică; developare; fixare                                                          | Clișeul prezintă aspectul bisericii Hacicadar la începutul secolului XX. Clișeul este fragmentat pe diagonală. | Complexul Muzeal Bucovina, Suceava | Cimec    |
|      | Biserica Bogdan Vodă Autor: necunoscut                                                         | Școală: necunoscut Dimensiuni: L: 26,8 cm; La: 20,7 cm Material: clișeu pe sticlă; sticlă; emulsie fotografică; developare; fixare                                                        | Clișeul prezintă o imagine de ansamblu a bisericii Bogdan Vodă. | Complexul Muzeal Bucovina, Suceava | Cimec    |
|      | Biserica mică Sf. Ioan din Suceava Autor: necunoscut                                           | Școală: necunoscut Dimensiuni: L: 30,7 cm; La: 25,7 cm Material: clișeu pe sticlă; sticlă; emulsie fotografică; developare; fixare                                                        | Clișeul prezintă aspectul bisericii mici Sf. Ioan din Suceava la începutul secolului XX. Clișeul este fragmentat pe orizontală și are lipsă zona central-dreapta. | Complexul Muzeal Bucovina, Suceava | Cimec    |
|      | Port bucovinean Autor: necunoscut                                                              | Școală: necunoscut Dimensiuni: L: 26,5 cm; La: 20,7 cm Material: clișeu pe sticlă; sticlă; emulsie fotografică; developare; fixare                                                        | Clișeul prezintă un grup de persoane îmbrăcate în portul bucovinean în interiorul unei case de la țară. | Complexul Muzeal Bucovina, Suceava | Cimec    |
|      | Uzină din Suceava Autor: necunoscut                                                            | Școală: necunoscut Dimensiuni: L: 26,8 cm; La: 20,7 cm Material: clișeu pe sticlă; sticlă; emulsie fotografică; developare; fixare                                                        | Clișeul prezintă, cel mai probabil, o imagine din interiorul Uzinei electrice a orașului Suceava. | Complexul Muzeal Bucovina, Suceava | Cimec    |
|      | Mănăstirea Sf. Ioan din Suceava Autor: necunoscut                                              | Școală: necunoscut Dimensiuni: L: 31 cm; La: 26 cm Material: clișeu pe sticlă; sticlă; emulsie fotografică; developare; fixare                                                            | Clișeul prezintă o panoramă a orașului Suceava în perioada austriacă, având în prim plan Mănăstirea Sf. Ioan. Pentru o mai bună vizualizare imaginea a fost pozitivată. | Complexul Muzeal Bucovina, Suceava | Cimec    |
|      | Biserica Mirăuți din Suceava Autor: necunoscut                                                 | Școală: necunoscut Dimensiuni: L: 27 cm; La: 21 cm Material: clișeu pe sticlă; sticlă; emulsie fotografică; developare; fixare                                                            | Clișeul prezintă Biserica Mirăuți, după restaurarea executată de administrația austriacă. Este vizibilă și o persoană de gen feminin. Pentru o mai bună vizualizare imaginea a fost pozitivată. | Complexul Muzeal Bucovina, Suceava | Cimec    |
|      | Turnul de la intrarea în mănăstirea Sf. Ioan din Suceava Autor: necunoscut                     | Școală: necunoscut Dimensiuni: L: 31 cm; La: 26 cm Material: clișeu pe sticlă; sticlă; emulsie fotografică; developare; fixare                                                            | Clișeul prezintă turnul de la intrarea în mănăstirea Sf. Ioan, după restaurarea executată de administrația austriacă. Pentru o mai bună vizualizare imaginea a fost pozitivată. | Complexul Muzeal Bucovina, Suceava | Cimec    |
|      | Pisania de la biserica Sf. Dumitru din Suceava Autor: necunoscut                               | Școală: necunoscut Dimensiuni: L: 27 cm; La: 21 cm Material: clișeu pe sticlă; sticlă; emulsie fotografică; developare; fixare                                                            | Clișeul prezintă pisania bisericii Sf. Dumitru din Suceava, decorată cu doi putti în stil renascentist și stema Moldovei. | Complexul Muzeal Bucovina, Suceava | Cimec    |
|      | Interior de biserică Autor: necunoscut                                                         | Școală: necunoscut Dimensiuni: L: 27 cm; La: 21 cm Material: clișeu pe sticlă; sticlă; emulsie fotografică; developare; fixare                                                            | Clișeul prezintă, cel mai probabil, aspectul interior al bisericii Sf. Gheorghe din Suceava, având în prim plan trei persoane, dintre care două fețe bisericești. Pentru o mai bună vizualizare imaginea a fost pozitivată. | Complexul Muzeal Bucovina, Suceava | Cimec    |
|      | Calendar tipărit la Cernăuți Autor: necunoscut                                                 | Școală: necunoscut Dimensiuni: L: 24 cm; La: 18 cm Material: clișeu pe sticlă; sticlă; emulsie fotografică; developare; fixare                                                            | Clișeul prezintă un Calendar tipărit la Cernăuți în anul 1814, probabil de către Vasile Țintilă. | Complexul Muzeal Bucovina, Suceava | Cimec    |
|      | Tunel Autor: necunoscut                                                                        | Școală: necunoscut Dimensiuni: L: 16,5 cm; La: 12 cm Material: clișeu pe sticlă; sticlă; emulsie fotografică; developare; fixare                                                          | Clișeul prezintă tunelul de la intrarea într-o mină. | Complexul Muzeal Bucovina, Suceava | Cimec    |
|      | Biserica Voroneț Autor: necunoscut                                                             | Școală: necunoscut Dimensiuni: L: 27 cm; La: 21 cm Material: clișeu pe sticlă; sticlă; emulsie fotografică; developare; fixare                                                            | Clișeul prezintă aspectul exterior al mănăstirii Voroneț la începutul sec. XX cu detalii vizibile asupra picturii exterioare. | Complexul Muzeal Bucovina, Suceava | Cimec    |
|      | Biserica Sf. Înviere din Suceava Autor: necunoscut                                             | Școală: necunoscut Dimensiuni: L: 26 cm; La: 28 cm Material: clișeu pe sticlă; sticlă; emulsie fotografică; developare; fixare                                                            | Clișeul prezintă o imagine a zonei din preajma bisericii Sf. Înviere din Suceava. Aceasta este foarte greu vizibilă, mai ușor fiind de observat două clădiri civile, în prezent dispărute și o alee mărginită de bănci. | Complexul Muzeal Bucovina, Suceava | Cimec    |
|      | Vederi din orașul Suceava Autor: necunoscut                                                    | Școală: necunoscut Dimensiuni: L: 16,5 cm; La: 12 cm Material: clișeu pe sticlă; sticlă; emulsie fotografică; developare; fixare                                                          | Clișeul prezintă un număr de 12 imagini din Suceava, dar și de interior printre care: Polonia (alegorie), mănăstirea Zamca, biserica Mirăuți înainte de restaurare, Dom Polski, biserica Învierii, Cetatea de Scaun, mănăstirea Sf. Ioan, Primăria, panoramă a zonei de sud-est. Clișeul prezintă degradări fizice și chimice ale stratului de argint de formă circulară. Pentru o mai bună vizualizare imaginea a fost pozitivată. | Complexul Muzeal Bucovina, Suceava | Cimec    |
|      | Interior hol Autor: necunoscut                                                                 | Școală: necunoscut Dimensiuni: L: 16,5 cm; La: 12 cm Material: clișeu pe sticlă; sticlă; emulsie fotografică; developare; fixare                                                          | Clișeul prezintă o imagine a interiorului (holul) unei instituții publice, probabil un hol interior din Primăria Sucevei sau Tribunal. Clișeul prezintă degradări fizice și chimice ale stratului de argint. | Complexul Muzeal Bucovina, Suceava | Cimec    |
|      | Grup de oameni Autor: necunoscut                                                               | Școală: necunoscut Dimensiuni: L: 13 cm; La: 18 cm Material: clișeu pe sticlă; sticlă; emulsie fotografică; developare; fixare                                                            | Clișeul prezintă o imagine de interior în care apar opt persoane îmbrăcate în costum popular, dintre care doi copii și doi adolescenți. Clișeul prezintă degradări fizice și chimice ale stratului de argint. Pentru o mai bună vizualizare imaginea a fost pozitivată. | Complexul Muzeal Bucovina, Suceava | Cimec    |
|      | Cetatea de Scaun a Sucevei Autor: necunoscut                                                   | Școală: necunoscut Dimensiuni: L: 12 cm; La: 10 cm Material: clișeu pe sticlă; sticlă; emulsie fotografică; developare; fixare                                                            | Clișeul prezintă o imagine parțială a Cetății de Scaun a Sucevei. Clișeul este deteriorat, fiind doar un fragment. | Complexul Muzeal Bucovina, Suceava | Cimec    |
|      | Biserica SfântulDumitru                                                                        | Datare: sfârșitul secolului XIX-începutul sec.XX Dimensiuni: L: 31 cm; LA: 25,7 cm Material: sticlă, emulsie fotografică; developare, fixare                                              | Clișeul, fragmentat în trei bucăți, prezintă imaginea bisericii Sf. Dumitru din Suceava. | Complexul Muzeal Bucovina, Suceava | Cimec    |
|      | Orașul Suceava                                                                                 | Datare: începutul sec. XX Dimensiuni: L: 26,7 cm; LA: 20,8 cm Material: sticlă, emulsie fotografică; developare, fixare                                                                   | Clișeul prezintă o imagine panoramică a Sucevei având în prim plan Uzina electrică. | Complexul Muzeal Bucovina, Suceava | Cimec    |
|      | Pod peste apa Sucevei                                                                          | Datare: sfarșitul secolului XIX - începutul sec. XX Dimensiuni: L: 27 cm; LA: 21 cm Material: sticlă, emulsie fotografică; developare, fixare                                             | În imagine apare un pod de lemn în construcție peste apa Sucevei. | Complexul Muzeal Bucovina, Suceava | Cimec    |
|      | Turnătorie                                                                                     | Datare: sfarșitul secolului XIX - începutul sec. XX Dimensiuni: L: 27 cm; LA: 21 cm Material: sticlă, emulsie fotografică; developare, fixare                                             | Clișeul prezintă lucrători în activitate într-o turnătorie. | Complexul Muzeal Bucovina, Suceava | Cimec    |
|      | Vatra Dornei                                                                                   | Datare: sfarșitul secolului XIX - începutul sec. XX Dimensiuni: L: 26,7 cm; LA: 20,7 cm Material: sticlă, emulsie fotografică; developare, fixare                                         | În imagine apar mai multe case cu aspect rural din Vatra Dornei. | Complexul Muzeal Bucovina, Suceava | Cimec    |
|      | Cacica                                                                                         | Datare: sfarșitul secolului XIX - începutul sec. XX Dimensiuni: L: 26,7 cm; LA: 20,7 cm Material: sticlă, emulsie fotografică; developare, fixare                                         | În imagine apare o întreprindere de exploatare a lemnului. | Complexul Muzeal Bucovina, Suceava | Cimec    |
|      | Rădăuți                                                                                        | Datare: sfarșitul secolului XIX - începutul sec. XX Dimensiuni: L: 26,7 cm; LA: 20,7 cm Material: sticlă, emulsie fotografică; developare, fixare                                         | În imagine apare, cel mai probabil, o întreprindere de exploatare a lemnului. | Complexul Muzeal Bucovina, Suceava | Cimec    |
|      | Mănăstirea Putna                                                                               | Datare: sfarșitul secolului XIX - începutul sec. XX Dimensiuni: L: 30,6 cm; LA: 25,8 cm Material: sticlă, emulsie fotografică; developare, fixare                                         | Clișeul prezintă o imagine de ansamblu a mănăstirii. | Complexul Muzeal Bucovina, Suceava | Cimec    |
|      | Biserică catolică                                                                              | Datare: sfarșitul secolului XIX - începutul sec. XX Dimensiuni: L: 28 cm; LA: 20 cm Material: sticlă, emulsie fotografică; developare, fixare                                             | Clișeul, fiind deteriorat, prezintă doar parțial imaginea bisericii catolice din Suceava. | Complexul Muzeal Bucovina, Suceava | Cimec    |
|      | Mănăstirea Moldovița                                                                           | Datare: sfarșitul secolului XIX - începutul sec. XX Dimensiuni: L: 27 cm; LA: 21 cm Material: sticlă, emulsie fotografică; developare, fixare                                             | Clișeul prezintă o imagine de ansamblu a mănăstirii. | Complexul Muzeal Bucovina, Suceava | Cimec    |
|      | Casă din Suceava                                                                               | Datare: sfarșitul secolului XIX - începutul sec. XX Dimensiuni: L: 16,4 cm; LA: 12 cm Material: sticlă, emulsie fotografică; developare, fixare                                           | În imagine apare o casă din Suceava, probabil situată pe strada Armenească. | Complexul Muzeal Bucovina, Suceava | Cimec    |
|      | Ilișești                                                                                       | Datare: sfarșitul secolului XIX - începutul sec. XX Dimensiuni: L: 16,4 cm; LA: 11,8 cm Material: sticlă, emulsie fotografică; developare, fixare                                         | Clișeul redă o imagine panoramică a localitații. | Complexul Muzeal Bucovina, Suceava | Cimec    |
|      | Fabrica                                                                                        | Datare: sfarșitul secolului XIX - începutul sec. XX Dimensiuni: L: 16,4 cm; LA: 11,8 cm Material: sticlă, emulsie fotografică; developare, fixare                                         | Clișeul prezintă curtea interioară a unei întreprinderi și doi muncitori. | Complexul Muzeal Bucovina, Suceava | Cimec    |
|      | Dom Polski                                                                                     | Datare: sfarșitul secolului XIX - începutul sec. XX Dimensiuni: L: 16,4 cm; LA: 11,8 cm Material: sticlă, emulsie fotografică; developare, fixare                                         | Clișeul prezintă clădirea aparținând comunității poloneze din localitate în momentul construcției. | Complexul Muzeal Bucovina, Suceava | Cimec    |
|      | Moara                                                                                          | Datare: sfarșitul secolului XIX - începutul sec. XX Dimensiuni: L: 16,4 cm; LA: 12 cm Material: sticlă, emulsie fotografică; developare, fixare                                           | Clișeul prezintă o moară, fotografiată din exterior. | Complexul Muzeal Bucovina, Suceava | Cimec    |
|      | Mănăstirea Zamca                                                                               | Datare: sfarșitul secolului XIX - începutul sec. XX Dimensiuni: L: 16,4 cm; LA: 11,8 cm Material: sticlă, emulsie fotografică; developare, fixare                                         | Clișeul prezintă exteriorul mănăstirii fortificate Zamca din Suceava; stare de conservare mediocră. | Complexul Muzeal Bucovina, Suceava | Cimec    |
|      | Manifestație pe strada principală                                                              | Datare: sfarșitul secolului XIX - începutul sec. XX Dimensiuni: L: 16 cm; LA: 11,8 cm Material: sticlă, emulsie fotografică; developare, fixare                                           | Clișeul prezintă o manifestație pe strada principală a Sucevei in perioada austriacă. | Complexul Muzeal Bucovina, Suceava | Cimec    |
|      | Pod peste apa Sucevei la Ițcani                                                                | Datare: sfarșitul secolului XIX - începutul sec. XX Dimensiuni: L: 26,7 cm; LA: 20,1 cm Material: sticlă, emulsie fotografică; developare, fixare                                         | În imagine apare un rest al podului acoperit, construit la sfârșitul sec. XVIII, ce a fost distrus de o viitură. | Complexul Muzeal Bucovina, Suceava | Cimec    |
|      | Uzina electrică Suceava                                                                        | Datare: începutul sec. XX Dimensiuni: L: 23,7 cm; LA: 17,5 cm Material: sticlă, emulsie fotografică; developare, fixare                                                                   | Clișeul prezintă intrarea în Uzina electrică din Suceava. | Complexul Muzeal Bucovina, Suceava | Cimec    |
|      | Castel pe apă                                                                                  | Datare: începutul sec. XX Dimensiuni: L: 26,7 cm; LA: 20,7 cm Material: sticlă, emulsie fotografică; developare, fixare                                                                   | Clișeul prezintă momentul finalizării construcției rezervorului de apă de pe Zamca (Suceava) în anul 1910. | Complexul Muzeal Bucovina, Suceava | Cimec    |
|      | Case sucevene                                                                                  | Datare: Perioada interbelica Dimensiuni: L: 27 cm; LA: 20 cm Material: carton, panză, hârtie fotografică; developare, fixare                                                              | Albumul, intitulat „Case sucevene”, este învelit în coperți pânzate și are 27 de pagini; pe coperta interioară apare trecută localitatea Câmpulung Moldovenesc, orașul de baștină al lui M.Baciu; autorul, a fost elev la Suceava, are o scurtă introducere asupra conținutului albumului. | Complexul Muzeal Bucovina, Suceava | Cimec    |
|      | Divizia a 7-a cu ocazia intrării armatei române la Budapesta în 1919                           | Datare: Perioada interbelica Dimensiuni: L: 40,5 cm; LA: 30 cm Material: carton, panză, hârtie fotografică; developare, fixare                                                            | Albumul cuprinde un număr de 120 de fotografii cu imagini ale militarilor Diviziei 7 Infanterie în Ungaria și câteva însemnări ale plutonierului major Gh. Boureanu. | Complexul Muzeal Bucovina, Suceava | Cimec    |
|      | Mitropolitul Vladimir de Repta                                                                 | Datare: Perioada interbelica (?) Dimensiuni: L: 40 cm; LA: 28,5 cm Material: hârtie; imprimare                                                                                            | Vladimir de Repta este reprezentat în picioare, pe mâna stângă are un șirag de mătănii, iar cealaltă este sprijinită de spătarul unui scaun. | Complexul Muzeal Bucovina, Suceava | Cimec    |
|      | Jertfa de sânge a învațătorilor din jud. Baia căzuți pentru Întregirea Neamului 1916-1918-1919 | Datare: Perioada interbelică Dimensiuni: L: 59 cm; LA: 41 cm Material: carton; policromie                                                                                                 | Tabelul, cuprinzând numele a 18 persoane decedate în perioada 1916-1919, este flancat în dreapta de Iisus Hristos, în partea superioară, de o acvilă cruciată, ținând în gheare un drapel militar, iar la bază de o imagine complexă, axată în jurul unui monument-troiță. La bază, apare un citat din Regina Maria. | Complexul Muzeal Bucovina, Suceava | Cimec    |
|      | Forțarea unui râu dintr-un oraș ardelean de către armata româna                                | Datare: Al Doilea Război Mondial Dimensiuni: L: 5,4 cm; LA: 4 cm Material: hârtie; developare, fixare                                                                                     | În imagine apar mai multe autocamioane care traversează un râu într-o localitate urbană din Ardeal. În prim plan apare chipul unui militar. | Complexul Muzeal Bucovina, Suceava | Cimec    |
|      | Sucevence la Odessa                                                                            | Datare: Al Doilea Război Mondial Dimensiuni: L: 9 cm; LA: 6,4 cm Material: hârtie; developare, fixare                                                                                     | În imagine apar trei sucevence, din care una este elevă la Liceul Doamna Maria, pe o stradă din Odessa în iarna anului 1942. | Complexul Muzeal Bucovina, Suceava | Cimec    |
|      | Odessa în anul 1942                                                                            | Datare: Al Doilea Război Mondial Dimensiuni: L: 7,5 cm; LA: 5,7 cm Material: hârtie; developare, fixare                                                                                   | În imagine apare o stradă și o clădire monumentală din Odessa în iarna anului 1942. | Complexul Muzeal Bucovina, Suceava | Cimec    |
|      | Statuie în fața unei clădiri din Odessa                                                        | Datare: Al Doilea Război Mondial Dimensiuni: L: 7,6 cm; LA: 5,8 cm Material: hârtie; developare, fixare                                                                                   | În imagine apare un bust pe soclu amplasat in fața unei clădiri din Odessa. | Complexul Muzeal Bucovina, Suceava | Cimec    |
|      | Autocamion Glökwer care s-a defectat                                                           | Datare: Al Doilea Război Mondial Dimensiuni: L: 8,3 cm; LA: 5,8 cm Material: hârtie; developare, fixare                                                                                   | În imagine apare un autocamion militar Glökwer care s-a defectat, înconjurat de mai mulți români. | Complexul Muzeal Bucovina, Suceava | Cimec    |
|      | Automobil Chevrolet din dotarea armatei române la Odessa în anul 1942                          | Datare: Al Doilea Război Mondial Dimensiuni: L: 8,2 cm; LA: 5,7 cm Material: hârtie; developare, fixare                                                                                   | În imagine apare un automobil Chevrolet din dotarea armatei române și șoferul acestuia fotografiați într-o curte interioara din Odessa. | Complexul Muzeal Bucovina, Suceava | Cimec    |
|      | Statuia ducelui de Richelieu din Odessa în 1942                                                | Datare: Al Doilea Război Mondial Dimensiuni: L: 8 cm; LA: 6 cm Material: hârtie; developare, fixare                                                                                       | În prim plan apare statuia ducelui de Richelieu. | Complexul Muzeal Bucovina, Suceava | Cimec    |
|      | Portul Odessa                                                                                  | Datare: Al Doilea Război Mondial Dimensiuni: L: 7,5 cm; LA: 6 cm Material: hârtie; developare, fixare                                                                                     | În imagine apar treptele de marmură fotografiate dinspre rada portului Odessa. | Complexul Muzeal Bucovina, Suceava | Cimec    |
|      | Portul Odessa                                                                                  | Datare: Al Doilea Război Mondial Dimensiuni: L: 7,5 cm; LA: 5,8 cm Material: hârtie; developare, fixare                                                                                   | În fotografie apar scările care coboară spre rada portului Odessa. | Complexul Muzeal Bucovina, Suceava | Cimec    |
|      | Stalingrad                                                                                     | Datare: Al Doilea Război Mondial Dimensiuni: L: 7,6 cm; LA: 6 cm Material: hârtie; developare, fixare                                                                                     | În imagine apar mai multe autocamioane și militari români care așteaptă ordinul de retragere de pe frontul de la Stalingrad. | Complexul Muzeal Bucovina, Suceava | Cimec    |
|      | Stadionul din Odessa                                                                           | Datare: Al Doilea Război Mondial Dimensiuni: L: 8 cm; LA: 6 cm Material: hârtie; developare, fixare                                                                                       | În imagine apare stadionul din Odessa pe care sunt vizibili militari ce fac instrucție de front. | Complexul Muzeal Bucovina, Suceava | Cimec    |
|      | Submarin avariat                                                                               | Datare: Al Doilea Război Mondial Dimensiuni: L: 9 cm; LA: 6 cm Material: hârtie fotografică; alb-negru                                                                                    | Fotografia reprezintă un submarin „de buzunar” în reparații pe cavaleți. | Complexul Muzeal Bucovina, Suceava | Cimec    |
|      | Distrugator naval                                                                              | Datare: Al Doilea Război Mondial Dimensiuni: L: 9 cm; LA: 6 cm Material: hârtie fotografică; alb-negru                                                                                    | Fotografia reprezintă un distrugător românesc care se îndreaptă spre zona unde s-a scufundat nava sovietică „Moscova”. | Complexul Muzeal Bucovina, Suceava | Cimec    |
|      | Distrugator naval                                                                              | Datare: Al Doilea Război Mondial Dimensiuni: L: 7,7cm; LA: 6 cm Material: hârtie; developare, fixare                                                                                      | În imagine apare clădirea Teatrului Național din Odessa pe care este vizibilă stema Regatului României. | Complexul Muzeal Bucovina, Suceava | Cimec    |
|      | Bazar la Nicolaev în Ucraina 1942                                                              | Datare: Al Doilea Război Mondial Dimensiuni: L: 9 cm; LA: 6 cm Material: hârtie; developare, fixare                                                                                       | În imagine apar numeroase personalitați care au venit la cumpărături în bazarul din Nicolaev. | Complexul Muzeal Bucovina, Suceava | Cimec    |
|      | Dezăpezirea Șoselei de la Strunga-Iași în aprilie 1944                                         | Datare: Al Doilea Război Mondial Dimensiuni: L: 8,5 cm; LA: 5,7 cm Material: hârtie; developare, fixare                                                                                   | În imagine apar mai mulți militari care participă la operațiunea de dezăpezire a unei șosele din zona frontului din Moldova. | Complexul Muzeal Bucovina, Suceava | Cimec    |
|      | Mormântul slt. Wahnig Mircea                                                                   | Datare: Al Doilea Război Mondial Dimensiuni: L: 9 cm; LA: 6 cm Material: hârtie fotografică; alb-negru                                                                                    | Fotografia reprezintă mormântul slt. Wahnig Mircea căzut la datorie în data de 2 X 1941 la Odessa. | Complexul Muzeal Bucovina, Suceava | Cimec    |
|      | Evacuarea capului de pod Sevastopol                                                            | Datare: Al Doilea Război Mondial Dimensiuni: L: 9 cm; LA: 6 cm Material: hârtie fotografică; alb-negru                                                                                    | Fotografia reprezintă o navă militară românească care părăsește portul Sevastopol sub focul inamicului (este suprinsă o explozie). | Complexul Muzeal Bucovina, Suceava | Cimec    |
|      | Hidroavion YU                                                                                  | Datare: Al Doilea Război Mondial Dimensiuni: L: 9 cm; LA: 6 cm Material: hârtie fotografică; alb-negru                                                                                    | Fotografia reprezintă un hidroavion YU în reparații. | Complexul Muzeal Bucovina, Suceava | Cimec    |
|      | Pușcă cu capse                                                                                 | Datare: Sf. sec. XIX Școală: Atelier occidental Dimensiuni: L: 120 cm; Calibru: 15 mm Material: oțel; aur; lemn; turnare; gravare; încrustare; sculptare                                  | Țeavă octogonală, evazată, lisă la interior, cu cătare și talpă cu țel și înălțător fix cu crestătură, este decorată cu volute și inscripții încrustate cu aur. Mecanismul de dare a focului și sistemul de declanșare sunt complete, gravate cu motive vegetale. Patul și ulucul sunt din lemn. Ulucul este rupt, patul este gravat în rețea în zona gâtului, cu talpă de oțel. Pe platină gravat: ... NO. KONAROSKI; pe țeavă, încrustat cu aur: S.K.K. APOSTOLISCHE MAJESTAT. DER. KAISER. D.CH. FRANTZ JOSEPH. I. LIEBE. WECT. LIEBE. GERVIITEN. MIT. DIE. Sen. STUTZEN. ZU. SCHIFSSEN. CERNOWITZ am 22 october 85. | Complexul Muzeal Bucovina, Suceava | Cimec    |
|      | Pușcă cu cremene                                                                               | Datare: 2/2 sec. XVIII Școală: Atelier oriental Dimensiuni: L: 132 cm; Calibru: 17 mm Material: oțel de Damasc; oțel; alamă; sidef; lemn; ciocănire; gravare; încrustare; traforare       | Țeava tronconică este din oțel de Damasc, gura țevii este ușor evazată, cu lisă la interior. Țeava este decorată cu motive vegetale și geometrice, încrustate cu argint. Mecanismul de dare a focului este incomplet: îi lipsește șurubul de la cocoșul port cremene; decorat cu motive geometrice gravate. Sistemul de declanșare este complet. Ulucul, din metal alb, traforat, este decorat cu motive vegetale stilizate; cu locaș pentru vergea, realizat din alamă. Pe țeavă sunt fixate cinci brățări de alamă, adăugate ulterior. Patul din lemn este decorat în întregime cu plăcuțe de sidef în forme vegetale și geometrice. | Complexul Muzeal Bucovina, Suceava | Cimec    |
|      | Pistol cu cremene                                                                              | Datare: Mijloc sec. XIX Școală: Atelier oriental Dimensiuni: L: 47 cm; Calibru: 15,5 mm Material: oțel; alamă; lemn; forjare; gravare; ștanțare; sculptare                                | Țeava tronconică, lisă la interior, este decorată la culată cu motive vegetale gravate. Pe țeavă sunt trei brățări de alamă. Mecanismul de dare a focului și sistemul de declanșare sunt complete; garda trăgaciului este din alamă, gravată cu motive geometrice. Patul se termină cu lentilă de alamă gravată cu motive geometrice. Vergea de lemn. | Complexul Muzeal Bucovina, Suceava | Cimec    |
|      | Pistol cu cremene                                                                              | Datare: 1/2 sec. XIX Școală: Atelier occidental Dimensiuni: L: 49,8 cm; Calibru: 15 mm Material: oțel; alamă; lemn; forjare; gravare; sculptare                                           | Țeava este tronconică, cu lisă la interior. Țeava este îmbrăcată de la gură și până la lumină cu o brățară de alamă gravată cu motive vegetale. Mecanismul de dare a focului este complet; sistemul de declanșare incomplet; lipsă garda trăgaciului. Patul și ulucul de lemn sunt îmbrăcate în alamă gravată cu motive vegetale și geometrice. Ulucul este cu locaș pentru vergea. Patul curbat se termină cu bulb cu lentilă ovală. | Complexul Muzeal Bucovina, Suceava | Cimec    |
|      | Pistol cu cremene                                                                              | Datare: 2/2 sec. XVIII Școală: Atelier oriental Dimensiuni: L: 49 cm; Calibru: 14,5 mm Material: oțel; alamă; lemn; forjare; ciocănire; gravare                                           | Țeavă tronconică, lisă la interior, este decorată la culată cu o floare gravată. Mecanismul de dare a focului este incomplet; lipsește șurubul cocoșului port cremene. Toată suprafața este gravată cu motive geometrice; sistemul de declanșare este complet; garda trăgaciului este gravată cu motive geometrice. Patul și ulucul de lemn sunt îmbrăcate în alamă gravată cu motive geometrice și palmete. Prezintă uluc cu locaș pentru vergea. Pe uluc, în partea opusă platinei, placă de oțel, gravată cu motive geometrice. Patul decorat cu motive ajurate realizate în alamă care îmbracă lemnul, se termină cu bulb mult alungit. | Complexul Muzeal Bucovina, Suceava | Cimec    |
|      | Pistol cu capse                                                                                | Datare: 1/2 sec. XIX Școală: Atelier balcanic Dimensiuni: L: 21,5 cm; Calibru: 12 mm Material: oțel de Damasc; alamă; lemn; forjare; gravare; încrustare; sculptare                       | Țeava tronconică este poligonală la culată, cu lisă la interior. Mecanismul de dare a focului și sistemul de declanșare sunt complete, dar defecte. Patul și ulucul, de lemn, sunt decorate cu motive geometrice încrustate cu alamă. Are uluc cu locaș pentru vergea. Patul se termină cu bulb de alamă, fațetat, gravată cu motive geometrice. | Complexul Muzeal Bucovina, Suceava | Cimec    |
|      | Pistol cu capse                                                                                | Datare: 1/2 sec. XIX Școală: Atelier oriental Dimensiuni: L: 38,5 cm; Calibru: 16 mm Material: oțel; alamă; lemn; forjare; gravare; sculptare                                             | Țeava tronconică este poligonală la culată, cu lisă la interior; la culată o floare gravată. Mecanismul de dare a focului este complet; platina este gravată cu motive geometrice; sistemul de declanșare este incomplet, lipsește garda trăgaciului. Patul și ulucul sunt de lemn. Ulucul scurt este cu locaș pentru vergea. Patul este decorat cu o palmetă sculptată; în zona platinei, aplică cu marginile dantelate, gravată cu motive vegetale; patul se termină cu bulb cu o lentilă proeminentă, gravată cu motive palmete. | Complexul Muzeal Bucovina, Suceava | Cimec    |
|      | Pistol cu cremene                                                                              | Datare: 1/2 sec. XIX Dimensiuni: L: 46 cm; Calibru: 18 mm Material: oțel; lemn; forjare; gravare; sculptare                                                                               | Țeava tronconică este poligonală la culată, cu lisă la interior; gravată cu motive geometrice. Mecanismul de dare a focului și sistemul de declanșare complete. Patul și ulucul, de lemn, sunt gravate cu motive vegetale. Ulucul prezintă locaș pentru vergea. Patul curbat se termină cu bulb cu lentilă ovală. | Complexul Muzeal Bucovina, Suceava | Cimec    |
|      | Sabie în maniera SEM-SIR                                                                       | Datare: 1/4 sec. XIX Școală: Atelier oriental Dimensiuni: L sabie: 98 cm; L teacă: 90 cm Material: oțel; aur; argint; fildeș; piele; forjare; turnare; filigranare; încrustare; sculptare | Lama curbă începe cu șanț din al doilea sfert, cu contratăiș pe prima pătrime a lamei. Pe latura exterioară prezintă inscripții cu caractere orientale, încrustate cu aur. Garda are brațe scurte, arcuite în forma literei S, terminate cu doi butoni sferici. Mânerul, de fildeș, cu capul curbat spre lamă este aplatizat. Teaca, de lemn este îmbrăcată în piele prinsă cu grupuri de sârmă filigranată. La gură și la vârf teaca este îmbrăcată în argint; pe corp are două aplici cu marginile dantelate, cu inele de suspendare. | Complexul Muzeal Bucovina, Suceava | Cimec    |
|      | Iatagan                                                                                        | Datare: 1/4 sec. XIX Școală: Atelier oriental Dimensiuni: L sabie: 72,5 cm Material: oțel; argint; lemn; forjare; turnare; încrustare; sculptare                                          | Lama este ușor curbată spre interior este, decorată cu inscripție cu caractere orientale, încrustată cu argint. Muchia lățită are o canelură până la 4,5 cm de vârf; pe muchie și la baza lamei motive vegetale încrustate cu argint. Mânerul este din lemn de culoare neagră, cu plăsele terminate cu aripioare. | Complexul Muzeal Bucovina, Suceava | Cimec    |
|      | Sabie-pumnal                                                                                   | Datare: 1/4 sec. XIX Școală: Atelier occidental Dimensiuni: L sabie: 68,5 cm; L teacă: 60 cm Material: oțel; fildeș; lemn; piele; forjare; turnare; sculptare; gravare                    | Lama ușor curbă are muchia lățită până în zona vârfului. În câmp, pe prima jumătate sunt gravate stele, nori, soare și lună figurate antropomorf. Garda este cu brațele în cruce. Mânerul de fildeș este lucrat în altorelief, decorat cu scenă religioasă din iconografia catolică. Capul mânerului este în formă de serafim. Teaca tronconică este din lemn îmbrăcat în piele; la gura tecii este brățara cu inel de suspendare. | Complexul Muzeal Bucovina, Suceava | Cimec    |
|      | Sabie de cavalerie                                                                             | Datare: Sec. XVIII Școală: Atelier occidental Dimensiuni: L sabie: 93,2 cm; L teacă: 85,6 cm Material: oțel; bronz; lemn; piele; forjare; turnare; gravare; cizelare                      | Lama este lată, curbată, cu jgheab spre muchia lățită, cu contratăiș. Garda este din bronz, cu brațe în cruce; brațul posterior se termină cu buton oval, brațul anterior este unit cu arcul de împreunare. Ecusoanele sunt ovale, alungite. Mânerul tronconic este din lemn, îmbrăcat în piele fixată cu aplici romboidale. Capul mânerului este în formă de protomă de pasăre. Pe lamă, la exterior, este gravat un medalion baroc cu inscripție, coroană de lauri cu crinii Franței și călăreț în costum oriental. Pe lamă, la exterior este gravat: VIVE LE ROY; la interior: REGEMENT DE SERRAY; pe muchie: BERGER MARCHAND POUR LISSEUR A STRASSBOURG. Teaca din oțel este terminată în formă de potcoavă, cu două brățări cu inele de suspendare, aparține altei săbii. | Complexul Muzeal Bucovina, Suceava | Cimec    |
|      | Sabie cu teacă                                                                                 | Datare: Sec. XVIII Școală: Atelier occidental Dimensiuni: L sabie: 105 cm; L teacă: 94,5 cm Material: oțel; lemn; piele; forjare; nituire; gravare                                        | Lama este îngustă, cu nervură spre tăiș, cu jgheab începând de la 19 cm de la originea gărzii, cu contratăiș, muchie lățită. Pe lamă, în primul sfert, sunt gravate stele, nori, soare și lună figurate antropomorf. Garda este cu brațele în cruce; brațul anterior este unit cu arcul de împreunare. Ecusoanele ovale sunt alungite. Mânerul de lemn, cu striuri, este îmbrăcat în piele, fixată cu câte două nituri de alamă. Capul mânerului în formă de protomă de pasăre este mult alungit, se continuă cu garnitură posterioară. Teaca de lemn este îmbrăcată în piele, decorată cu brățări de oțel traforate. Primele patru brățări sunt cu inele de suspendare. | Complexul Muzeal Bucovina, Suceava | Cimec    |
|      | Pistol cu capse                                                                                | Datare: 1/2 sec. XIX Școală: Atelier balcanic Dimensiuni: L: 31 cm; Calibru: 16 mm Material: oțel; alamă; lemn de paltin ondulat; forjare; încrustare; sculptare                          | Țeava este hexagonală, cu lisă la interior, decorată cu motive geometrice încrustate. Mecanismul de dare a focului și sistemul de declanșare sunt complete. Patul și ulucul de lemn sunt decorate cu motive geometrice încrustate cu alamă. Patul se termină cu bulb de alamă, decorat cu ghirlande în relief, având în vârf o lentilă proeminentă. | Complexul Muzeal Bucovina, Suceava | Cimec    |
|      | Pistol cu capse                                                                                | Datare: 1/2 sec. XIX Școală: Atelier balcanic Dimensiuni: L: 38,5 cm; Calibru: 19 mm Material: oțel; alamă; lemn de paltin ondulat; forjare; încrustare; sculptare                        | Țeava este poligonală, cu lisă la interior, cu țel. Pe țeavă sunt motive geometrice încrustate cu alamă. Mecanismul de dare a focului și sistemul de declanșare sunt complete; garda trăgaciului este gravată cu un motiv floral. Patul și ulucul de lemn, sunt decorate cu mici semicercuri încrustate cu alamă. | Complexul Muzeal Bucovina, Suceava | Cimec    |